# هنري باينز
هنري باينز (بالإنجليزية: Henry Baines)‏ هو قسيس نيوزيلندي، ولد في 2 فبراير 1905، وتوفي في 29 نوفمبر 1972.